# Ricardo Aranaz e Izaguirre
Ricardo Aranaz e Izaguirre (Peñas de San Pedro, 8 de març de 1852 - 13 de març de 1932) va ser un militar i físic espanyol. General de divisió procedent del Cos d'Artilleria. Vocal del Consell Suprem de Guerra i Marina. Va ser nomenat sotssecretari del Ministeri de la Guerra el 1917. Professor de l'Acadèmia d'Artilleria. Director de la Fàbrica de Pólvores i Explosius de Granada. Fill adoptiu de Granada. Director de l'Escola de Tir de l'Exèrcit. President de la Reial Societat Espanyola de Física i Química, entre 1921 i 1922. Va ser membre de la Reial Acadèmia de Ciències Exactes, Físiques i Naturals. Se li va atorgar la gran creu de l'Orde de Sant Jaume de l'Espasa.
Va ser autor de diversos treballs científics i de recerca, principalment sobre pólvores i explosius, i de diverses obres, entre les quals destaca la titulada Los mecanismos, publicada en 1889. Altres obres són Guía del oficial de artillería (1880), Memoria sobre el algodón-pólvora y la dinamita, (Segovia, 1876). Lecciones elementales de perspectiva i Los explosivos militares (1904); Clases de pólvoras y su aplicación en la guerra (1902). Alemanya va pretendre comprar les seves invencions sobre la trilita, al que sempre es va negar. Va inventar les granades destrossadores que porten el seu nom.
Casat amb Soledad Fernández Carballo, va tenir tres filles: Josefina, Rosa i Soledad.